# Guglielmo Luigi di Nassau-Dillenburg
Guglielmo Luigi di Nassau-Dillenburg (Dillenburg, 13 marzo 1560 – Leeuwarden, 13 luglio 1620) fu conte di Nassau-Dillenburg dal 1606 al 1620, e Statolder di Frisia, Groninga e Drenthe.
Era il figlio maggiore del conte Giovanni VI di Nassau-Dillenburg.
Guglielmo Luigi servì come ufficiale di cavalleria sotto il comando di Guglielmo il Taciturno. Assieme al cugino Maurizio di Nassau, principe d'Orange, egli consentì di attuare una strategia militare nei Paesi Bassi in opposizione al dominio spagnolo dal 1588 al 1609.
Il 25 novembre 1587, egli sposò la cugina Anna di Nassau, figlia di Guglielmo il Taciturno e di Anna di Sassonia, sorella maggiore di Maurizio di Nassau. Anna morì a meno di sei mesi dal matrimonio, il 13 giugno 1588 e Guglielmo Luigi non si risposò mai.
Egli venne soprannominato "Us Heit" (della Frisia dell'Est o "nostro padre" dai frisoni).

## Ascendenza
|                                      |   |                                    | Genitori                   |  |  | Nonni |  |  | Bisnonni                         |  |  | Trisnonni |  |
|                                      |   |                                    |                            |  |  |       |  |  | Guglielmo V di Nassau-Dillenburg |  |  | …         |  |
|                                      |   |                                    |                            |  |  |       |  |  | Guglielmo V di Nassau-Dillenburg |  |  | …         |  |
|                                      |   | …                                  |                            |  |  |       |  |  | Guglielmo V di Nassau-Dillenburg |  |  |           |  |
| Guglielmo I di Nassau-Dillenburg     |   |                                    |                            |  |  |       |  |  | Guglielmo V di Nassau-Dillenburg |  |  |           |  |
|                                      |   | Elisabetta d'Assia-Marburg         | Enrico III d'Assia-Marburg |  |  |       |  |  |                                  |  |  |           |  |
|                                      |   | Elisabetta d'Assia-Marburg         | Enrico III d'Assia-Marburg |  |  |       |  |  |                                  |  |  |           |  |
|                                      |   | Elisabetta d'Assia-Marburg         | Anna di Katzenelnbogen     |  |  |       |  |  |                                  |  |  |           |  |
| Giovanni VI di Nassau-Dillenburg     |   | Elisabetta d'Assia-Marburg         |                            |  |  |       |  |  |                                  |  |  |           |  |
|                                      |   | Botho VIII di Stolberg-Wernigerode | …                          |  |  |       |  |  |                                  |  |  |           |  |
|                                      |   | Botho VIII di Stolberg-Wernigerode | …                          |  |  |       |  |  |                                  |  |  |           |  |
|                                      |   | Botho VIII di Stolberg-Wernigerode | …                          |  |  |       |  |  |                                  |  |  |           |  |
| Giuliana di Stolberg-Wernigerode     |   | Botho VIII di Stolberg-Wernigerode |                            |  |  |       |  |  |                                  |  |  |           |  |
|                                      |   | Anna di Eppstein-Königstein        | …                          |  |  |       |  |  |                                  |  |  |           |  |
|                                      |   | Anna di Eppstein-Königstein        | …                          |  |  |       |  |  |                                  |  |  |           |  |
|                                      |   | Anna di Eppstein-Königstein        | …                          |  |  |       |  |  |                                  |  |  |           |  |
| Guglielmo Luigi di Nassau-Dillenburg |   | Anna di Eppstein-Königstein        |                            |  |  |       |  |  |                                  |  |  |           |  |
|                                      | … | …                                  |                            |  |  |       |  |  |                                  |  |  |           |  |
|                                      | … | …                                  |                            |  |  |       |  |  |                                  |  |  |           |  |
|                                      | … | …                                  |                            |  |  |       |  |  |                                  |  |  |           |  |
| …                                    | … |                                    |                            |  |  |       |  |  |                                  |  |  |           |  |
|                                      |   | …                                  | …                          |  |  |       |  |  |                                  |  |  |           |  |
|                                      |   | …                                  | …                          |  |  |       |  |  |                                  |  |  |           |  |
|                                      |   | …                                  | …                          |  |  |       |  |  |                                  |  |  |           |  |
| Elisabetta di Leuchtenberg           |   | …                                  |                            |  |  |       |  |  |                                  |  |  |           |  |
|                                      |   | …                                  | …                          |  |  |       |  |  |                                  |  |  |           |  |
|                                      |   | …                                  | …                          |  |  |       |  |  |                                  |  |  |           |  |
|                                      |   | …                                  | …                          |  |  |       |  |  |                                  |  |  |           |  |
| …                                    |   | …                                  |                            |  |  |       |  |  |                                  |  |  |           |  |
|                                      |   | …                                  | …                          |  |  |       |  |  |                                  |  |  |           |  |
|                                      |   | …                                  | …                          |  |  |       |  |  |                                  |  |  |           |  |
|                                      |   | …                                  | …                          |  |  |       |  |  |                                  |  |  |           |  |
|                                      |   | …                                  |                            |  |  |       |  |  |                                  |  |  |           |  |